# بحران سیاسی رومانی (۲۰۲۱)
بحران سیاسی رومانی (انگلیسی: 2021 Romanian political crisis) از ۱ سپتامبر تا ۲۵ نوامبر ۲۰۲۱ به وقوع پیوست و هر دو ائتلاف شریک در کابینه فلورین چیتسو، یعنی حزب محافظه کار لیبرال ملی (PNL) و حزب لیبرال ترقی خواه اتحاد برای نجات رومانی (USR) را در برگرفت. نخست وزیر سابق لودویک اوربان از حزب PNL نیز با نخست وزیر مستقر فلورین چیتسو از حزب USR رو در رو شد. نهایتا اوربان از جایگاه خود به عنوان رئیس مجلس نمایندگان رومانی استعفا داد و متعاقبا از حزبش اخراج شد. منشأ این بحران اختلاف بر سر برنامه سرمایه گذاری موسوم به آنگل سالیگنی برای توسعه سکونتگاه های رومانیایی بود که مورد حمایت نخست وزیر چیتسو اما مورد مخالفت حزب وی بود. سپس، کابینه چیتسو با رأی عدم اعتماد مجلس در ۳۰ سپتامبر مواجه شد و در ۵ اکتبر سقوط کرد.  نهایتا نیکولائه چیوکه با توافق گسترده حزب سوسیال دموکرات،  حزب لیبرال ملی و حزب UDMR در ۲۵ نوامبر به نخست وزیری رسید.